# ハデラ

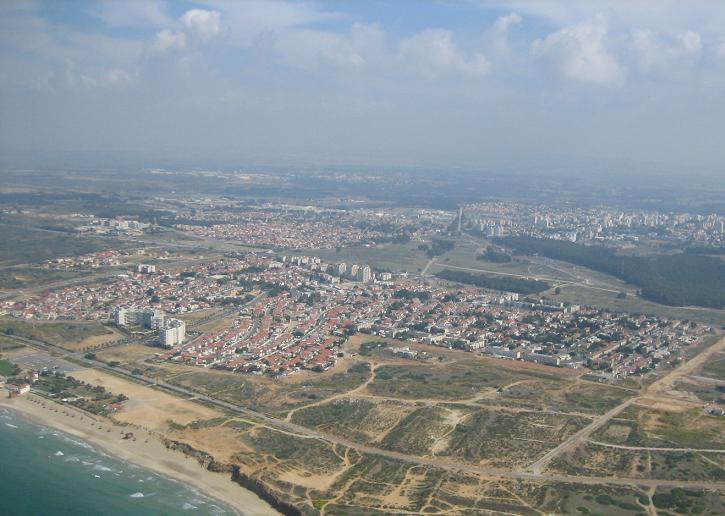
Hadera - Giv'at Olga

ハデラ（ヘブライ語：חֲדֵרָה、アラビア語：الخضيرةal-Ḫuḍayrah）は、イスラエルのハイファ地区に位置し、イスラエルの主要都市テルアビブとハイファから約45キロメートルの距離に位置している。イスラエルの地中海沿岸平野に7 kmに沿って位置している。街の人口には、1990年以降に来た、特にエチオピアと旧ソビエトからの移民が多く含まれている。 2017年の人口は93,973人であった。
ハデラは、1891年にリトアニアとラトビアから来たシオニストグループの「Hovevei Zion」のメンバーによる農業のコロニーとして設立された。1948年の人口は11,800人で、地域の中心となっていた。

## スポーツ
- ハポエル・ハデラ